# میخال مارتیکان
میخال مارتیکان (اسلواکی: Michal Martikán؛ زادهٔ ۱۸ مهٔ ۱۹۷۹) قایقرانان کانو اهل اسلواکی است.
وی در مسابقات کشوری و بین‌المللی در مجموع برندهٔ ۳۴ مدال طلا، ۱۳ مدال نقره، ۸ مدال برنز شده‌است.